# Microcharon oltenicus
Microcharon oltenicus är en kräftdjursart som beskrevs av Serban 1964. Microcharon oltenicus ingår i släktet Microcharon och familjen Microparasellidae. Inga underarter finns listade i Catalogue of Life.